# Caudipteryx
A Caudipteryx (jelentése 'faroktoll') az oviraptorosaurus dinoszauruszok egyik neme, amely a kora kréta korban az apti korszakban (mintegy 124,6 millió évvel ezelőtt) élt. Tollak borították, és a megjelenése rendkívül madárszerű volt, mérete a mai pávákéhoz volt mérhető. Két fajáról készült leírás; a C. zouiról (a típusfajról) 1998-ban, és a C. dongiról 2000-ben.
A Caudipteryx fosszíliáit először a kínai Yixian-formációban (Jihszien-formáció), a Liaoning tartománybeli Sihetun (Szehotun) területén fedezték fel, 1997-ben.

## Anatómia

A Caudipteryx és az ember méretének összehasonlítása

A Caudipteryx anatómiája a legtöbb egyéb maniraptorához hasonlóan a hüllők és a madarak jellegzetességeinek érdekes keveréke.
A Caudipteryx rövid, szögletes, csőrszerű pofában végződő koponyával rendelkezett, melyben a felső állcsont elején csak néhány kúpos fog helyezkedett el. A törzse vaskos volt, hosszú lábai révén pedig valószínűleg nagy sebességet érhetett el.
A Caudipteryx rövid, mindössze néhány csigolyából álló és a vége felé merev farka a többi oviraptorosauruséra és a madarakéra emlékeztet. Medencéje és válla, valamint koponyája egyes részletei; a pofán (a négyszögcsontnál, a squamosális csontnál és a járomcsonton), az állkapcson és az állkapocsízületnél elhelyezkedő nyílások kezdetlegesek voltak. Mellső lábának harmadik ujja a kezdetleges madarakéhoz és az oviraptorida Ingeniáéhoz hasonlóan megkisebbedett.
A Caudipteryx a bordáin levő processus uncinatusok, a madárszerű fogazat és a feltehetően részben hátrafelé is hajlítható első ujj mellett olyan testarányokkal rendelkezett, amelyek összevethetők a modern röpképtelen madarakéval.

## Ősbiológia

### Tollak

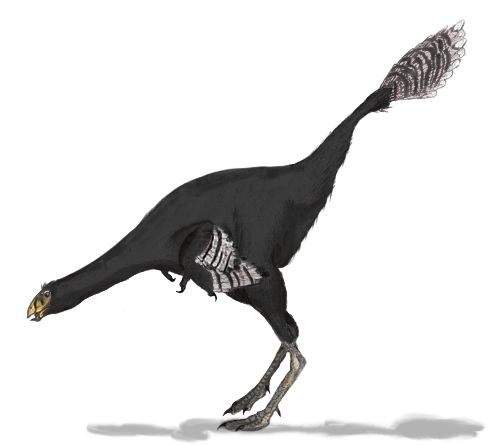
A Caudipteryx zoui rekonstrukciója

A Caudipteryx kezeihez szimmetrikus, szárból és zászlóból álló fedőtollak tartoztak, melyek hossza elérte a 15–20 centimétert. Ezek az elsődleges tollak a madarak és az egyéb maniraptora dinoszauruszok tollaihoz hasonlóan szárnyszerű legyezőt alkottak a második ujj mentén. A Caudipteryx fosszilis maradványai nem őrzitek meg bizonyítékot arra vonatkozóan, hogy a mellső lábakhoz a dromaeosauridákra, az Archaeopteryxre és a modern madarakra jellemző másodlagos tollak kapcsolódtak. Lehetséges, hogy a Caudipteryx karján levő tollak nem őrződtek meg, ahogy az is, hogy az állat nem rendelkezett velük. Rövid farkán egy további tollakból álló legyező helyezkedett el. A tollak rövidsége és szimmetriája, valamint a karok testmérethez viszonyított kis mérete azt jelzi, hogy a Caudipteryx nem volt képes a repülésre.
A törzset rövid, egyszerű, pehelyszerű tollak borították.

### Táplálkozás

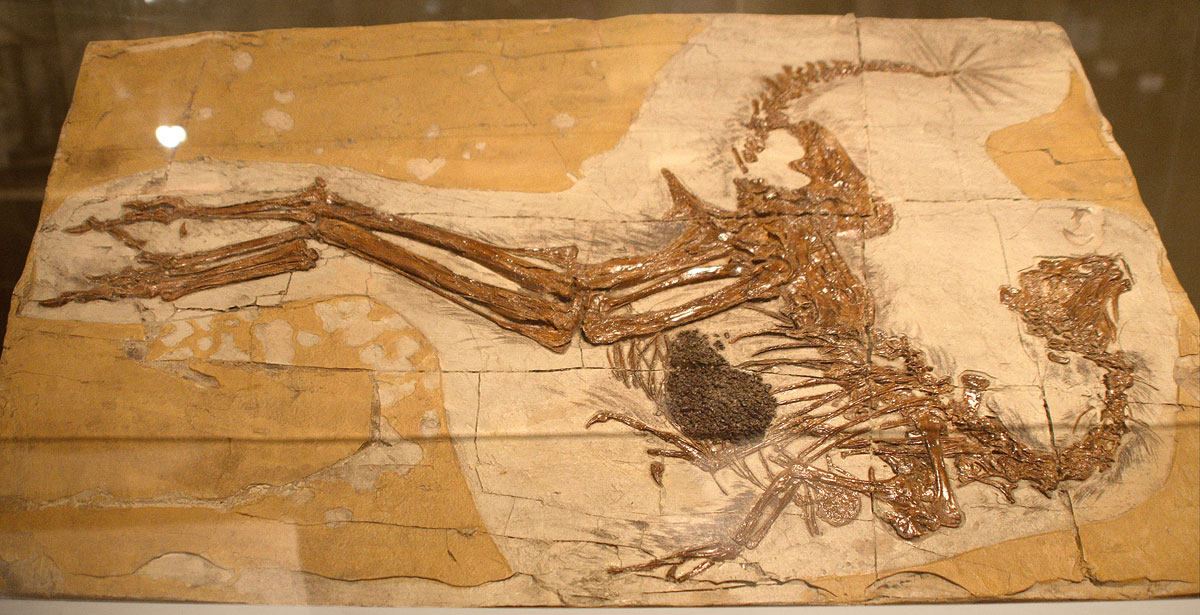
A Caudipteryx tollakkal és gyomortartalommal együtt megőrződött fosszíliája

A Caudipteryxet mindenevőnek tartják. Legalább két Caudipteryx (az NGMC 97 4 A és az NGMC 97 9 A azonosítójú példány) gasztrolitokkal együtt őrződött meg. Ahogy az az avialae Sapeornis és a modern madarak esetében is megfigyelhető, a gasztrolitok ott helyezkedtek el, ahol az állat zúzógyomra lehetett.

## Ősökológia
A Caudipteryx összes fosszíliáját a kínai Liaoning tartományban, a Yixian-formációban fedezték fel. A maradványok Zhangjiakou (Csangcsiakou) városa közelében, a Jianshangou-pad (Csiensangou-pad) egy kis részéről kerültek elő. Úgy tűnik, hogy elég gyakori állat volt, bár egy kis területen elszigetelődve élt. A Caudipteryx élőhelye a tollas dinoszauruszok közé tartozó Dilong és Sinornithosaurus otthonául is szolgált.

## Következtetések
A Caudipteryx felfedezése a madarak és a dinoszauruszok rokoni kapcsolatát illetően intenzív kutatásokhoz és élénk vitákhoz vezetett. A vitában a lehetséges álláspontok a következők: a Caudipteryx az Oviraptorosauria alrendágba tartozik, a madarak egyik képviselője, mindkét csoportnak tagja, a madarak dinoszauruszoknak tekinthetők vagy nem. (Lásd lentebb és az Osztályozás szakaszban.)
Mivel a Caudipteryx világosan és egyértelműen fedőtollakkal rendelkezett, ahogy a modern madarak, továbbá több kladisztikai elemzés is következetesen a madarak közé nem tartozó, oviraptorida dinoszauruszként azonosította, a leírása idején a legnyilvánvalóbb és legegyszerűbb bizonyítéknak számított arra vonatkozóan, hogy a madarak a dinoszauruszokból fejlődtek ki. Lawrence Witmer szerint „A tollak egyértelmű jelenléte egy bizonyosan nem a madarak közé tartozó theropoda esetében bármely, a theropodák madarakkal való rokonságával kapcsolatos kételyt nevetségessé tesz.”
Azonban nem minden tudós értett egyet azzal, hogy a Caudipteryx biztosan nem a madarak közé tartozik, egyesek továbbra is kételkedtek az általános megegyezésben. Az ősmadárkutató Alan Feduccia a Caudipteryxet olyan röpképtelen madárnak tekinti, amely a theropodáknál korábbi archosaurus dinoszauruszokból fejlődött ki. Terry D. Jones (2000-ben) a röpképtelen madarak és a madarak közé nem tartozó theropodák testarányain végzett matematikai összehasonlítás alapján a Caudipteryxet madárnak találta. Gareth J. Dyke és Mark Norell (2005-ben) a matematikai módszer hibájára hivatkozva megkérdőjelezte ezt az eredményt, és ellentétes következtetésre jutott.
Más kutatók a szokványostól eltérő módon kapcsolódtak be a madarak eredetéről szóló vitába, Zhou Zhonghe (Csou Csung-ho) például elfogadta, hogy a Caudipteryx rokoni kapcsolatai vitathatók.

## Osztályozás

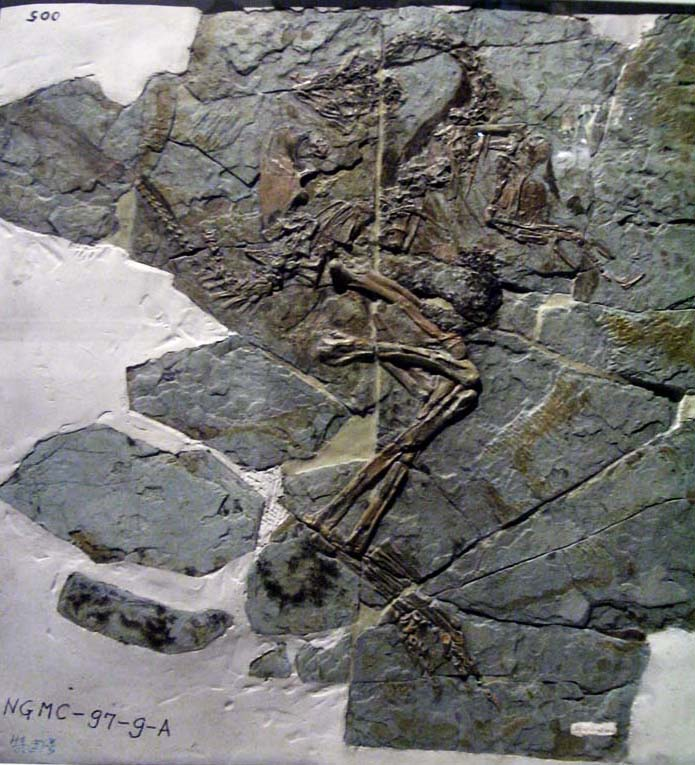
A Caudipteryx zoui fosszíliája a Hongkongi Tudomány Múzeuma kiállításán (Hong Kong Science Museum)

Az elfogadott nézet több kladisztikai elemzésen alapul, melyek szerint a Caudipteryx az Oviraptoridae család bazális tagja, az oviraptoridák pedig a madarak közé nem tartozó theropoda dinoszauruszok. Az Caudipteryxnél csak egyetlen bazálisabb oviraptorida ismert, az Incisivosaurus.
A Halszka Osmólska és szerzőtársai által (2004-ben) elvégzett kladisztikai elemzés más eredményre vezetett. A kutatók úgy találták, hogy az oviraptoridák legmadárszerűbb jellemzői alapján az egész csoport az Aves kládba tartozik, ami azt jelenti, hogy a Caudipteryx egyszerre oviraptorida és madár. Az elemzés szerint a madarak jóval kezdetlegesebb theropodákból fejlődtek ki, az egyik fejlődési vonaluk pedig röpképtelenné vált; e vonal képviselőinél ismét kifejlődtek a kezdetleges tulajdonságok, így megjelentek az oviraptoridák. Ez az elemzés elég meggyőző volt ahhoz, hogy olyan őslénytani művekben is megjelenjen, mint Michael J. Benton (2005-ös) Vertebrate Paleontology (Gerinces őslénytan) című könyve. A nézetet, miszerint a Caudipteryx másodlagosan vált röpképtelenné Gregory S. Paul Lü Junchang (Lü Csün-csang) és kollégái, valamint Teresa Maryańska és szerzőtársai is elfogadták.
Mások, például Stephen Czerkas és Larry Martin kijelentették, hogy a Caudipteryx egyáltalán nem theropoda dinoszaurusz. Véleményük szerint a Caudipteryx az összes maniraptorához hasonlóan röpképtelen madár, a madarak pedig a dinoszauruszok közé nem tartozó archosaurusokból fejlődtek ki.

## Fordítás
- Ez a szócikk részben vagy egészben a Caudipteryx című angol Wikipédia-szócikk ezen változatának fordításán alapul.  Az eredeti cikk szerkesztőit annak laptörténete sorolja fel. Ez a jelzés csupán a megfogalmazás eredetét és a szerzői jogokat jelzi, nem szolgál a cikkben szereplő információk forrásmegjelöléseként.